# Tom Blomqvist

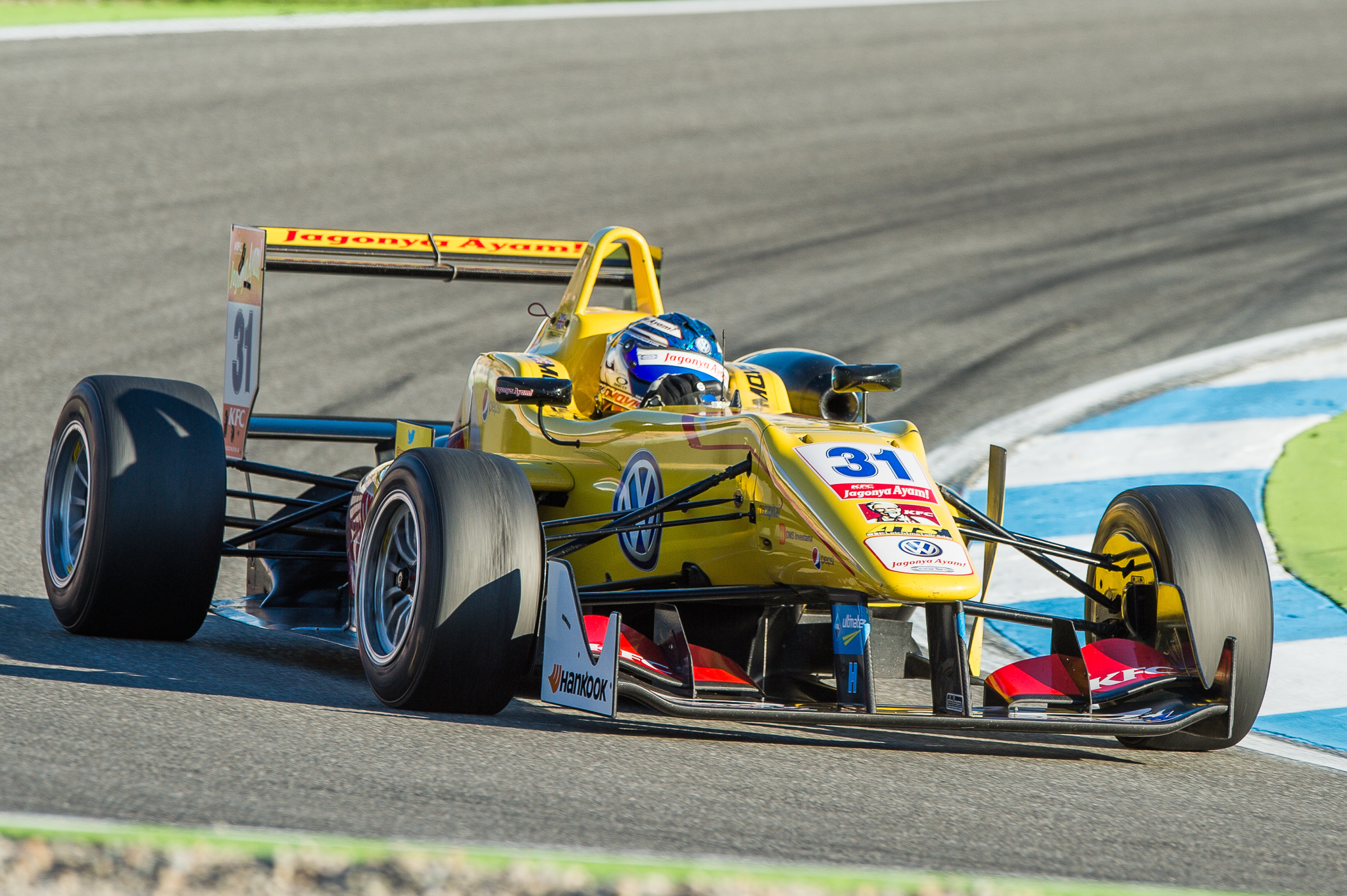
Tom Blomqvist en Fórmula 3 Europea 2014.

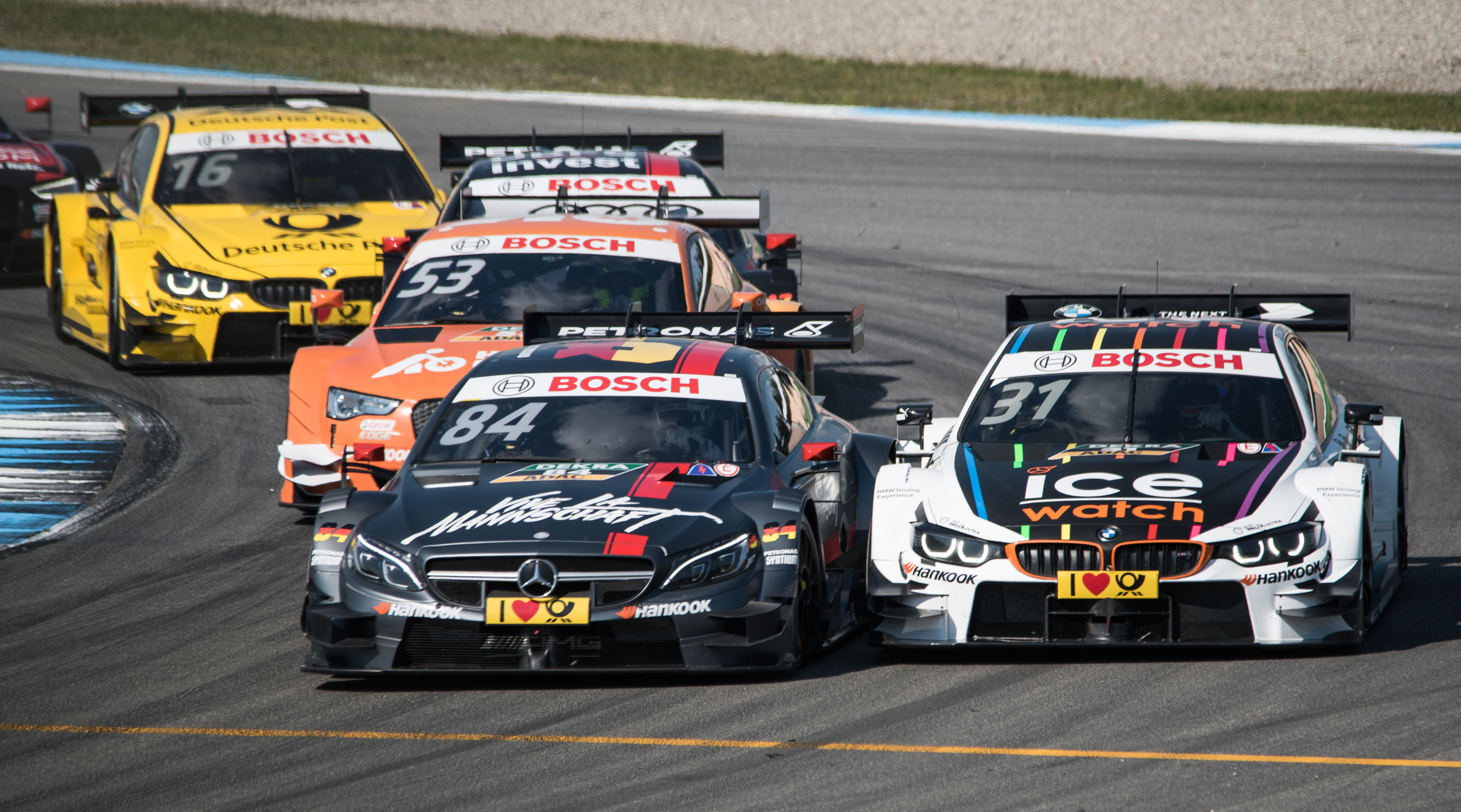
Tom Blomqvist (derecha) en DTM 2016.

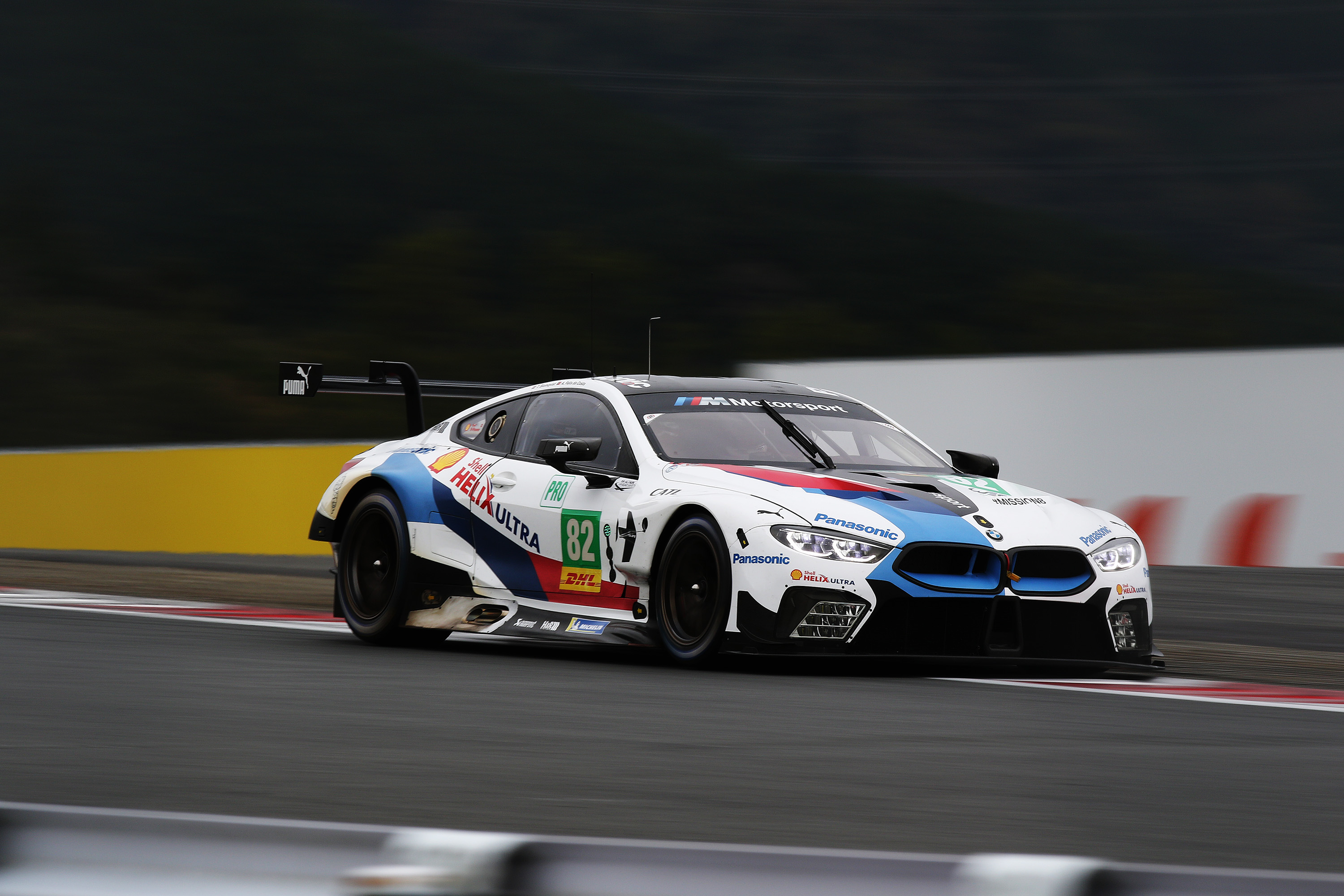
BMW M8 GTE número 82 de Team MTEK en las 6 Horas de Fuji 2018.

Tom Leonard Blomqvist (Cambridge, 30 de noviembre de 1993) es un piloto de automovilismo británico. Ha sido campeón en Fórmula Renault 2.0, subcampeón de Fórmula 3 Europea, y campeón de la clase DPi del WeatherTech SportsCar Championship, además de ser parte de otras competencias como DTM, WEC o Fórmula E. 
Actualmente compite en carreras de resistencia. En 2024 firmó un contrato para ser piloto de IndyCar Series con Meyer Shank Racing, pero el equipo prescindió de él tras seis carreras.
Es hijo del excampeón mundial de rally sueco Stig Blomqvist.

## Resumen de carrera
| Temporada | Categoría                                               | Equipo                                 | Carreras | Victorias | Poles | VR | Podios | Puntos | Pos. |
| --------- | ------------------------------------------------------- | -------------------------------------- | -------- | --------- | ----- | -- | ------ | ------ | ---- |
| 2009      | Fórmula Renault 2.0 Sueca                               | Trackstar Racing                       | 14       | 1         | 0     | 0  | 5      | 66     | 3.º  |
| 2009      | Fórmula Renault 2.0 NEZ                                 | Trackstar Racing                       | 6        | 0         | 0     | 0  | 2      | 78     | 3.º  |
| 2009      | Fórmula Renault 2.0 Británica - Serie de Invierno       | Fortec Motorsport                      | 2        | 2         | 0     | 2  | 2      | 68     | 7.º  |
| 2010      | Fórmula Renault 2.0 Británica                           | Fortec Motorsport                      | 20       | 3         | 4     | 7  | 12     | 465    | 1.º  |
| 2011      | Fórmula 3 Alemana                                       | Performance Racing                     | 14       | 1         | 2     | 2  | 4      | 59     | 6.º  |
| 2012      | Fórmula 3 Alemana                                       | EuroInternational                      | 15       | 5         | 5     | 1  | 10     | 222    | 5.º  |
| 2012      | Fórmula 3 Euroseries                                    | Ma-con Motorsport                      | 24       | 0         | 0     | 0  | 2      | 157.5  | 7.º  |
| 2012      | Campeonato Europeo de Fórmula 3 de la FIA               | Ma-con Motorsport                      | 20       | 0         | 0     | 0  | 2      | 117    | 7.º  |
| 2013      | Campeonato Europeo de Fórmula 3 de la FIA               | EuroInternational                      | 30       | 0         | 0     | 0  | 3      | 151.5  | 7.º  |
| 2014      | Campeonato Europeo de Fórmula 3 de la FIA               | Jagonya Ayam with Carlin               | 33       | 6         | 6     | 9  | 15     | 420    | 2.º  |
| 2015      | Deutsche Tourenwagen Masters                            | BMW Team RBM                           | 18       | 1         | 0     | 1  | 1      | 59     | 14.º |
| 2016      | Deutsche Tourenwagen Masters                            | BMW Team RBM                           | 18       | 0         | 1     | 1  | 4      | 113    | 6.º  |
| 2016      | Blancpain GT Series Endurance Cup                       | Rowe Racing                            | 1        | 0         | 0     | 0  | 0      | 0      | NC   |
| 2016      | Campeonato Mundial de Resistencia - LMP2                | Extreme Speed Motorsports              | 1        | 0         | 0     | 0  | 1      | 18     | 24.º |
| 2016-17   | Asian Le Mans Series - GT                               | FIST-Team AAI                          | 3        | 0         | 0     | 0  | 0      | 20     | 10.º |
| 2017      | Deutsche Tourenwagen Masters                            | BMW Team RBM                           | 18       | 0         | 2     | 1  | 0      | 25     | 17.º |
| 2017      | Blancpain GT Series Sprint Cup                          | Rowe Racing                            | 2        | 0         | 0     | 0  | 0      | 8      | 19.º |
| 2017      | Blancpain GT Series Endurance Cup                       | Rowe Racing                            | 3        | 0         | 0     | 0  | 0      | 5      | 31.º |
| 2017-18   | Fórmula E                                               | MS&AD Andretti Formula E               | 6        | 0         | 0     | 0  | 0      | 4      | 20.º |
| 2018      | Blancpain GT Series Endurance Cup                       | Rowe Racing                            | 2        | 0         | 0     | 0  | 0      | 45     | 5.º  |
| 2018      | Blancpain GT Series Endurance Cup                       | Walkenhorst Motorsport                 | 1        | 1         | 0     | 0  | 1      | 45     | 5.º  |
| 2018      | WeatherTech SportsCar Championship - GTLM               | BMW Team RLL                           | 1        | 0         | 0     | 0  | 0      | 23     | 23.º |
| 2018-19   | Campeonato Mundial de Resistencia de la FIA - LMGTE Pro | BMW Team MTEK                          | 3        | 0         | 0     | 1  | 1      | 29     | 17.º |
| 2019      | WeatherTech SportsCar Championship - GTLM               | BMW Team RLL                           | 10       | 0         | 0     | 0  | 1      | 258    | 9.º  |
| 2019–20   | Fórmula E                                               | Panasonic Jaguar Racing                | 2        | 0         | 0     | 0  | 0      | 0      | 26.º |
| 2020      | GT World Challenge Europe Endurance Cup                 | HubAuto Corsa                          | 1        | 0         | 0     | 0  | 0      | 33     | 10.º |
| 2020      | GT World Challenge Europe Endurance Cup                 | AF Corse                               | 1        | 1         | 0     | 0  | 1      | 33     | 10.º |
| 2020      | Intercontinental GT Challenge                           | HubAuto Corsa                          | 1        | 0         | 0     | 0  | 0      | 0      | NC   |
| 2020      | Porsche Carrera Cup Scandinavia                         | Mtech Competition                      | 3        | 1         | 0     | 0  | 1      | 0      | NC†  |
| 2020-21   | Fórmula E                                               | NIO 333 FE Team                        | 15       | 0         | 0     | 0  | 0      | 6      | 24.º |
| 2021      | Asian Le Mans Series - LMP2                             | Jota Sport                             | 2        | 2         | 0     | 0  | 2      | 50     | 5.º  |
| 2021      | Campeonato Mundial de Resistencia de la FIA - LMP2      | Jota Sport                             | 6        | 0         | 2     | 1  | 5      | 131    | 2.º  |
| 2021      | Asian Le Mans Series - LMP2                             | Jota Sport                             | 2        | 2         | 0     | 0  | 2      | 50     | 5.º  |
| 2022      | WeatherTech SportsCar Championship - DPi                | Meyer Shank Racing with Curb-Agajanian | 10       | 2         | 3     | 3  | 7      | 3432   | 1.º  |
| 2022      | FIA ETCR                                                | Cupra EKS                              | 6        | 1         | 0     | 0  | 4      | 434    | 3.º  |
| 2023      | WeatherTech SportsCar Championship - GTP                | Meyer Shank Racing with Curb-Agajanian | 9        | 3         | 2     | 1  | 5      | 2711   | 3.º  |
| 2023      | Campeonato Mundial de Resistencia de la FIA - LMP2      | United Autosports                      | 4        | 0         | 3     | 0  | 1      | 43     | 12.º |
| 2023      | IndyCar Series                                          | Meyer Shank Racing                     | 3        | 0         | 0     | 0  | 0      | 16     | 34.º |
| 2024      | IndyCar Series                                          | Meyer Shank Racing                     | 5        | 0         | 0     | 0  | 0      | 46     | 30.º |
| Fuente:   |                                                         |                                        |          |           |       |    |        |        |      |

## Resultados

### Campeonato Europeo de Fórmula 3 de la FIA
(Clave) (negrita indica pole position) (cursiva indica vuelta rápida)

| Año     | Equipo                   | 1        | 2        | 3        | 4        | 5        | 6         | 7        | 8       | 9        | 10      | 11       | 12      | 13       | 14      | 15        | 16        | 17        | 18        | 19       | 20       | 21       | 22      | 23      | 24      | 25       | 26       | 27       | 28       | 29       | 30      | 31      | 32      | 33    | Res. | Puntos |
| ------- | ------------------------ | -------- | -------- | -------- | -------- | -------- | --------- | -------- | ------- | -------- | ------- | -------- | ------- | -------- | ------- | --------- | --------- | --------- | --------- | -------- | -------- | -------- | ------- | ------- | ------- | -------- | -------- | -------- | -------- | -------- | ------- | ------- | ------- | ----- | ---- | ------ |
| 2012    | Ma-con Motorsport        | HOC 1 7  | HOC 2 11 | PAU 1 13 | PAU 2 21 | BRH 1 10 | BRH 2 7   | RBR 1 5  | RBR 2 7 | NOR 1 10 | NOR 2 7 | SPA 1 10 | SPA 2   | NÜR 1 9  | NÜR 2 5 | ZAN 1 5   | ZAN 2 Ret | VAL 1 3   | VAL 2 5   | HOC 1 4  | HOC 2 7  |          |         |         |         |          |          |          |          |          |         |         |         |       | 7.º  | 117    |
| 2013    | EuroInternational        | MNZ 1 13 | MNZ 2 3  | MNZ 3 10 | SIL 1 10 | SIL 2 5  | SIL 3 14  | HOC 1 3  | HOC 2 3 | HOC 3 8  | BRH 1 6 | BRH 2 6  | BRH 3 5 | RBR 1 17 | RBR 2 8 | RBR 3 Ret | NOR 1 5   | NOR 2 7   | NOR 3 4   | NÜR 1 13 | NÜR 2 12 | NÜR 3 22 | ZAN 1 9 | ZAN 2 8 | ZAN 3 8 | VAL 1 12 | VAL 2 12 | VAL 3 14 | HOC 1 10 | HOC 2 12 | HOC 3 4 |         |         |       | 7.º  | 151.5  |
| 2014    | Jagonya Ayam with Carlin | SIL 1    | SIL 2 4  | SIL 3 6  | HOC 1 4  | HOC 2 5  | HOC 3 Ret | PAU 1 11 | PAU 2 1 | PAU 3    | HUN 1   | HUN 2 5  | HUN 3 6 | SPA 1 4  | SPA 2 8 | SPA 3 6   | NOR 1 10  | NOR 2 Ret | NOR 3 Ret | MSC 1 4  | MSC 2 3  | MSC 3 7  | RBR 1   | RBR 2   | RBR 3 2 | NÜR 1 5  | NÜR 2    | NÜR 3 2  | IMO 1 3  | IMO 2 1  | IMO 3 5 | HOC 1 3 | HOC 2 1 | HOC 3 | 2.º  | 420    |
| Fuente: |                          |          |          |          |          |          |           |          |         |          |         |          |         |          |         |           |           |           |           |          |          |          |         |         |         |          |          |          |          |          |         |         |         |       |      |        |

### Deutsche Tourenwagen Masters
(Clave) (negrita indica pole position) (cursiva indica vuelta rápida)

| Año     | Equipo       | Coche      | 1         | 2        | 3        | 4         | 5         | 6         | 7        | 8        | 9         | 10        | 11        | 12       | 13       | 14       | 15        | 16       | 17       | 18        | Pos. | Puntos |
| ------- | ------------ | ---------- | --------- | -------- | -------- | --------- | --------- | --------- | -------- | -------- | --------- | --------- | --------- | -------- | -------- | -------- | --------- | -------- | -------- | --------- | ---- | ------ |
| 2015    | BMW Team RBM | BMW M4 DTM | HOC 1 Ret | HOC 2 17 | LAU 1 22 | LAU 2 Ret | NOR 1 Ret | NOR 2 DSQ | ZAN 1 7  | ZAN 2 18 | SPL 1 17  | SPL 2 Ret | MSC 1 8   | MSC 2 12 | OSC 1 7  | OSC 2 1  | NÜR 1 Ret | NÜR 2 4  | HOC 1 7  | HOC 2 17  | 14.º | 59     |
| 2016    | BMW Team RBM | BMW M4 DTM | HOC 1 13  | HOC 2 6  | SPL 1 2  | SPL 2 6   | LAU 1 22  | LAU 2 11  | NOR 1 15 | NOR 2    | ZAN 1 16  | ZAN 2 10  | MSC 1 22  | MSC 2    | NÜR 1 2  | NÜR 2 8  | HUN 1 22  | HUN 2 4  | HOC 1 9  | HOC 2 7   | 6.º  | 113    |
| 2017    | BMW Team RBM | BMW M4 DTM | HOC 1 16  | HOC 2 12 | LAU 1 17 | LAU 2 17  | HUN 1 15† | HUN 2 13  | NOR 1 6  | NOR 2 9  | MSC 1 Ret | MSC 2 7   | ZAN 1 Ret | ZAN 2 13 | NÜR 1 16 | NÜR 2 10 | SPL 1 16  | SPL 2 13 | HOC 1 15 | HOC 2 Ret | 17.º | 25     |
| Fuente: |              |            |           |          |          |           |           |           |          |          |           |           |           |          |          |          |           |          |          |           |      |        |

- † El piloto no acabó la carrera, pero se clasificó al completar el 75% de la distancia total.

### Campeonato Mundial de Resistencia de la FIA
(Clave) (negrita indica pole position) (cursiva indica vuelta rápida)

| Año     | Escudería                 | Clase     | Automóvil           | 1   | 2   | 3   | 4   | 5   | 6   | 7   | 8   | 9   | Pos. | Puntos | Ref.   |
| ------- | ------------------------- | --------- | ------------------- | --- | --- | --- | --- | --- | --- | --- | --- | --- | ---- | ------ | ------ |
| 2016    | Extreme Speed Motorsports | LMP2      | Ligier JS P2-Nissan | SIL | SPA | LMS | NÜR | MEX | COA | FUJ | SHA | BHR | 24.º | 18     | [ 9 ]  |
| 2016    | Extreme Speed Motorsports | LMP2      | Ligier JS P2-Nissan |     |     |     | 2   |     |     |     |     |     | 24.º | 18     | [ 9 ]  |
| 2018-19 | BMW Team MTEK             | LMGTE Pro | BMW M8 GTE          | SPA | LMS | SIL | FUJ | SHA | SEB | SPA | LMS |     | 17.º | 29     | [ 10 ] |
| 2018-19 | BMW Team MTEK             | LMGTE Pro | BMW M8 GTE          | 5   |     |     | 2   | 10  |     |     |     |     | 17.º | 29     | [ 10 ] |

### Fórmula E
(Clave) (negrita indica pole position) (cursiva indica vuelta rápida)

| Año     | Equipo                   | 1      | 2      | 3      | 4      | 5      | 6      | 7      | 8       | 9       | 10     | 11     | 12     | 13     | 14     | 15     | Pos. | Puntos |
| ------- | ------------------------ | ------ | ------ | ------ | ------ | ------ | ------ | ------ | ------- | ------- | ------ | ------ | ------ | ------ | ------ | ------ | ---- | ------ |
| 2017-18 | MS&AD Andretti Formula E | HKG    | HKG    | MAR 8  | SAN 11 | MEX 15 | PDE 16 | ROM 15 | PAR Ret | BER     | ZUR    | NYC    | NYC    |        |        |        | 19.º | 4      |
| 2019-20 | Panasonic Jaguar Racing  | DIR    | DIR    | SAN    | MEX    | MAR    | BER    | BER    | BER     | BER     | BER 12 | BER 17 |        |        |        |        | 26.º | 0      |
| 2020-21 | NIO 333 FE Team          | DIR 18 | DIR 18 | ROM 10 | ROM 8  | VAL NC | VAL 17 | MON 14 | PUE 13  | PUE Ret | NYC 16 | NYC 21 | LON NC | LON 19 | BER NC | BER 10 | 24.º | 6      |
| Fuente: |                          |        |        |        |        |        |        |        |         |         |        |        |        |        |        |        |      |        |

### 24 Horas de Le Mans
| Año     | Equipo            | Copilotos                     | Automóvil           | Clase  | Vueltas | Pos. | Pos. Clase |
| ------- | ----------------- | ----------------------------- | ------------------- | ------ | ------- | ---- | ---------- |
| 2020    | Hub Auto Racing   | Morris Chen Marcos Gomes      | Ferrari 488 GTE Evo | GTE Am | 273     | DNF  | DNF        |
| 2021    | Jota              | Sean Gelael Stoffel Vandoorne | Oreca 07-Gibson     | LMP2   | 363     | 7.º  | 2.º        |
| 2023    | United Autosports | Oliver Jarvis Josh Pierson    | Oreca 07-Gibson     | LMP2   | 323     | 18.º | 8.º        |
| Fuente: |                   |                               |                     |        |         |      |            |

### IndyCar Series
(Clave) (negrita indica pole position) (cursiva indica vuelta rápida)

| Año     | Escudería          | Motor | 1      | 2       | 3      | 4      | 5      | 6       | 7   | 8   | 9   | 10     | 11  | 12  | 13  | 14  | 15  | 16     | 17     | 18  | Pos. | Puntos |
| ------- | ------------------ | ----- | ------ | ------- | ------ | ------ | ------ | ------- | --- | --- | --- | ------ | --- | --- | --- | --- | --- | ------ | ------ | --- | ---- | ------ |
| 2023    | Meyer Shank Racing | Honda | STP    | TXS     | LBH    | ALA    | IMS    | INDY    | DET | ROA | MDO | TOR 25 | IOW | IOW | NSH | IMS | GTW | POR 24 | LAG 26 |     | 34.º | 16     |
| 2024    | Meyer Shank Racing | Honda | STP 15 | THE DNQ | LBH 22 | ALA 19 | IGP 23 | INDY 31 | DET | ROA | LAG | MDO    | IOW | IOW | TOR | GAT | POR | MIL    | MIL    | NSH | 30.º | 46     |
| Fuente: |                    |       |        |         |        |        |        |         |     |     |     |        |     |     |     |     |     |        |        |     |      |        |